# 假木通
假木通（学名：Stephanotis chunii）是夹竹桃科黑鳗藤属的植物，为中国的特有植物。分布在中国大陆的广西、广东等地，生长于海拔600米至850米的地区，常生于山地潮湿密林中或大树上，目前尚未由人工引种栽培。

## 别名
假土木通（广西药用植物名录）

## 异名
- Stephanotis chunii Tsiang